# O Dia que Será pra Sempre
O Dia que Será pra Sempre é o quinto álbum de estúdio do cantor e compositor Rodolfo Abrantes, lançado em outubro de 2018 pela gravadora Onimusic.
O disco contém regravações de sua carreira solo em formato acústico. Inclui as inéditas "O Dia que Será pra Sempre" e "Na Gravidade da Presença" e a regravação da canção "Dia Quente", gravada pela banda Rodox no álbum Estreito (2002) e escolhida como um dos singles do álbum.
Sobre o formato do álbum, o cantor disse: "O projeto inicial seria com músicas que eu não costumo tocar muito (ou nunca) mas pelas quais eu tenho um carinho especial. Esse projeto se chamaria Não Me Deixe Esquecer, mas com a chegada das inéditas a coisa tomou outro rumo. As músicas que ficaram foram aquelas que soaram atuais, com arranjos que ficaram bem legais apesar da simplicidade.”
| Críticas profissionais | Críticas profissionais |
| Avaliações da crítica  | Avaliações da crítica  |
| Fonte                  | Avaliação              |
| ---------------------- | ---------------------- |
| Super Gospel           | [ 1 ]                  |

## Faixas
1. "Minha Maior Riqueza"
2. "Uma Luz que não Pode se Apagar"
3. "O Dia que Será pra Sempre"
4. "Saudades de Casa"
5. "O Tempo Mudou"
6. "Dia Quente"
7. "Na Gravidade da Presença"
8. "Paz aos Homens"